# DSW 1912 Darmstadt
Der Darmstädter Schwimm- und Wassersport-Club 1912 e. V., kurz DSW 1912 Darmstadt, ist ein Sportverein in Darmstadt, der sich hauptsächlich mit Wassersport beschäftigt. Er ist sowohl im Schwimmen als auch im Triathlon in der jeweilig höchsten nationalen Klasse vertreten. Der Verein hat (Stand: August 2020) rund 2000 Mitglieder.

## Geschichte
Der Verein wurde 1912 als reiner Schwimmverein gegründet. 1949 reihte sich ein privat gegründeter Ruder- und Kanutenclub in das Vereinssystem ein und eröffnete somit eine neue Abteilung. 1962 bekam er als erster Verein zum 50-jährigen Bestehen das silberne Lorbeerblatt verliehen. Mittlerweile bietet der DSW auch Volleyball und Triathlon an.

## Abteilungen

### Schwimmen
Die Schwimmabteilung ist die größte und erfolgreichste des DSW. Sie hat vor allem in den 1960er und 1970er zahlreiche internationale Größen wie Hans-Joachim Klein, Uwe Jacobsen, Traudi Beierlein, Werner Freitag, Andreas Weber, Thomas Lebherz, André Schadt und Heike Hustede herausgebracht. Zur Ersten Mannschaft gehört Marco Koch, der Anfang August 2013 die einzige Medaille für die Beckenschwimmer in Barcelona holte. Mit 2:08,54 min wurde er Vizeweltmeister über 200 m Brust. Yannick Lebherz, der beim DSW aufgewachsen ist, und Marco Koch haben zusammen bereits mehr als 20 deutsche Jugendrekorde aufgestellt. In den Jahren 2008 und 2009 konnten beide auch deutsche Rekorde in der offenen Klasse auf der 25-m-Bahn (Koch über 100 m und 200 m Brust, Lebherz über 400 m Lagen) und auf der 50-m-Bahn (Lebherz über 200 m Lagen und 4 × 200 m Freistil Staffel, Koch über 200 m Brust) aufstellen. Johann Ackermann wurde 2011 Vizeeuropameister im Aquathlon (Schwimmen und Laufen).

### Triathlon
Das Triathlonteam tritt unter dem Namen Triathlon Team DSW Darmstadt an. Die Abteilung „Triathlon“ wurde bis 2010 von StartNet.de und zwischen 2011 und 2015 von der Software AG gesponsert.
Die männlichen Triathleten sind in der 1. Triathlon-Bundesliga und 2. Bundesliga Süd vertreten.
Die ehemals höchstklassige Damenmannschaft musste 2004 mangels weiblicher Athleten auf einen Bundesligastart verzichten. Ab 2019 sind sie als Aufsteigerinnen wieder in der höchsten deutschen Triathlonliga vertreten.
International bekannte und erfolgreiche Triathleten des DSW sind beispielsweise die Langstreckenathleten Daniela Sämmler, Horst Reichel, Patrick Lange, Kai Hundertmarck, Frank Vytrisal, Jan Sibbersen, Lothar Leder und seine Ehefrau Nicole Leder.
EJOT Team TV Buschhütten |
algemarin Team Triathlon TuS Griesheim |
Mondi Trifinish Münster |
Schunk Team TV Mengen |
Triathlon Team DSW Darmstadt |
Triathlon Potsdam |
Kölner Triathlon Team 01 |
Bike24 TriTeam Mitteldeutschland |
PV-Triathlon Witten |
Bromelain-POS Team Saar |
WMF BKK Team AST Süßen |
Kiwami Tri Team Grassau |
ROWE Triathlon |
SSF Bonn Team artegic |
Fujitsu Team Neckarsulm |
Hansalog Services Göppingen

### Volleyball
Die Herren des DSW 1912 Darmstadt spielen in der Oberliga Hessen (Herren 1) und in der Bezirksoberliga (Herren 2). Es existieren außerdem drei Damenmannschaften: in der Landesliga (Damen 1), Bezirksoberliga (Damen 2) und eine in der Kreisliga (Damen 3), sowie jeweils zwei weibliche und männliche Jugendmannschaften.

### Wassersport
Die Kategorie Wassersport umfasst Rudern, Kanu- und Kajakfahren. Die rund 250 Mitglieder umfassende Abteilung bietet ausschließlich Breitensport an. Sie gilt neben dem Ruderclub Neptun als der einzige Wassersportverein am Altrhein.